# Samsung Galaxy A90 5G
Samsung Galaxy A90 5G — Android-фаблет, производимый Samsung Electronics в рамках линейки Galaxy A пятого поколения. Он поставляется с Android 9 (Pie) с оболочкой Samsung One UI, 6/8 ГБ ОЗУ, 128 ГБ встроенной памяти и батареей емкостью 4500 мАч. Это первый смартфон Samsung среднего класса с поддержкой подключения к сети 5G. Galaxy A90 5G впервые был представлен в Южной Корее 3 сентября 2019 года.

## Технические характеристики

### Аппаратное обеспечение
Samsung Galaxy A90 5G оснащен 6,7-дюймовым (170 мм) дисплеем FHD+ (разрешение 1080 × 2400 пикселей) Super AMOLED Infinity-U с каплевидным вырезом для фронтальной камеры, как и в Galaxy A70. Телефон имеет версии с 6 ГБ и 8 ГБ оперативной памяти и 128 ГБ встроенной памяти. Память версии с 6 ГБ ОЗУ и 8 ГБ ОЗУ можно расширить до 512 ГБ с помощью карты MicroSD. Телефон имеет размеры 164,8 x 76,4 x 8,4 мм (6,47 x 3,02 x 0,31 дюйма) и весит 206 г (7,3 унции) с аккумулятором емкостью 4500 мАч.
Телефон также имеет разъем для двух SIM-карт и поддерживает сверхбыструю зарядку 25 Вт с кабелем USB-C. В нем также нет разъема для наушников.

### Камера
Телефон оснащен тройной камерой, состоящей из 48-мегапиксельного широкоугольного объектива f/2.0, 8-мегапиксельного сверхширокоугольного объектива f/2.2 с полем зрения 123 градуса и 5-мегапиксельного 3D-датчика глубины. 3D-датчик глубины может работать с другими объективами для имитации эффекта боке в режиме «живого фокуса». Есть 32-мегапиксельная фронтальная камера с апертурой f/2.0, которая также поддерживает режим живой фокусировки. Камера также оснащена технологией оптимизатора сцены Samsung, которая распознает различные сцены и автоматически настраивает параметры камеры. Телефон также может записывать видео 4K через приложение камеры.

### Подключение к 5G
Galaxy A90 5G — первый смартфон Samsung среднего класса (не флагманский) с возможностью подключения к сети 5G по стартовой цене 899 800 корейских вон (750 долларов США).

## Программное обеспечение
Galaxy A90 работает на Android Pie с оболочкой Samsung One UI, аналогичной другим телефонам Samsung, выпущенным в 2019 году, которая перемещает сенсорную область в стандартных приложениях Samsung вниз. Это позволяет пользователю управлять телефоном одной рукой, несмотря на большой размер экрана. Это также первый телефон среднего класса от Samsung с технологией Samsung DeX, которая позволяет пользователям подключать телефон к компьютеру с помощью кабеля USB-C. Samsung выпустила Android 10 для устройства в июне 2020 года.
Samsung Galaxy A90 5G станет одним из трех устройств серии A, которые будут поддерживать три поколения поддержки программного обеспечения Android; два других телефона — Samsung Galaxy A51 и Samsung Galaxy A71.
2 декабря 2020 года Samsung сообщила, что Galaxy A90 5G будет иметь право на обновление Android 11 с One UI 3.

## Прием
Макс Паркер из Trusted Reviews вместе с GSM Arena похвалил возможность подключения 5G по более низкой цене по сравнению с флагманскими устройствами, критикуя тот факт, что есть флагманские устройства без 5G, доступные по аналогичным или более низким ценам. Бритта О'Бойл из Pocket Lint положительно описала экран телефона, мощность и 5G, рекомендовав его потребителям, рассматривающим возможность покупки устройства 5G. TechRadar в своем практическом обзоре также похвалил дисплей и аккумулятор телефона, критикуя вес устройства и пользовательский интерфейс приложения камеры. Он также назвал устройство одним из пяти лучших смартфонов, анонсированных на IFA 2019.